# Arthur Henrique Ricciardi Oyama
Arthur Henrique Ricciardi Oyama (São Paulo, 14 januari 1987) is een Braziliaans voetballer.

## Carrière
Oyama speelde tussen 2008 en 2012 voor Santo André, Grêmio Prudente en Nacional. Hij tekende in 2012 bij Botev Plovdiv. Op 11 juli 2014 tekende hij een contract bij KSC Lokeren, waar hij zijn debuut maakte in de Supercup tegen Anderlecht op 20 juli.

## Statistieken
| Club            | Seizoen | Competitie | Competitie | Beker | Beker | Europa | Europa | Totaal | Totaal |
| Club            | Seizoen | Wed.       | Dlp.       | Wed.  | Dlp.  | Wed.   | Dlp.   | Wed.   | Dlp.   |
| --------------- | ------- | ---------- | ---------- | ----- | ----- | ------ | ------ | ------ | ------ |
| Santo André     | 2009    | 19         | 0          | 7     | 0     | 0      | 0      | 26     | 0      |
| Santo André     | 2010    | 1          | 0          | 3     | 0     | 0      | 0      | 4      | 0      |
| Grêmio Prudente | 2010    | 5          | 0          | 0     | 0     | 0      | 0      | 5      | 0      |
| Nacional        | 2010–11 | 0          | 0          | -     | -     | 0      | 0      | 0      | 0      |
| Santo André     | 2012    | 0          | 0          | 11    | 1     | 0      | 0      | 11     | 1      |
| Botev Plovdiv   | 2012–13 | 10         | 1          | -     | -     | 0      | 0      | 10     | 1      |
| Botev Plovdiv   | 2013–14 | 23         | 0          | -     | -     | 0      | 0      | 23     | 0      |
| KSC Lokeren     | 2014–15 | 5          | 0          | -     | -     | 0      | 0      | 0      | 0      |
| KSC Lokeren     | 2015–16 | 0          | 0          | -     | -     | 0      | 0      | 0      | 0      |
| Totaal          | Totaal  | 58         | 1          | 21    | 1     | -      | -      | 79     | 2      |